# Никола Доганов
Никола Тодоров Доганов е български просветен деец.

## Биография
Роден е в Копривщица през 1843 г.
Преди Освобождението учителства в Пловдив, Шумен, Русе и Берковица. Ревностен читалищен деец и дописник на списание „Училище“.
За малко повече от 2 месеца е начело на Русенската община, следва разпорежданията на органите на Временното руско управление.